# Liste des régions administratives du District Fédéral
Le District Fédéral au Brésil compte 35 régions administratives (região administrativa en portugais).

## Régions administratives

### A
- Água Quente
- Águas Claras
- Arapoanga
- Arniqueira

### B
- Brasilia
- Brazlândia

### C
- Candangolândia
- Ceilândia
- Cruzeiro

### F
- Fercal

### G
- Gama
- Guará

### I
- Itapoã

### J
- Jardim Botânico

### L
- Lago Norte
- Lago Sul

### N
- Núcleo Bandeirante

### P
- Paranoá
- Park Way
- Planaltina

### R
- Recanto das Emas
- Riacho Fundo
- Riacho Fundo II

### S
- Samambaia
- Santa Maria
- São Sebastião
- SCIA
- SIA
- Sobradinho
- Sobradinho II
- Sol Nascente/Pôr do Sol
- Sudoeste/Octogonal

### T
- Taguatinga

### V
- Varjão
- Vicente Pires

## Sources
- Gouvernement du District fédéral
- Infos supplémentaires (cartes simple et en PDF, et informations sur l'État).